# マス・ピーダスン
マス・ピーダスン（Mads Pedersen、1995年12月18日 - ）はデンマーク、ホルベック出身の自転車競技選手。「マッズ・ピーダスン」「マッズ・ペデルセン」等とも表記される。

## 経歴

### 2014
デンマークのコンチネンタルチーム、Cult Energy Pro Cyclingでプロデビュー。

### 2016
ドイツのプロコンチネンタルチーム、Stölting Service Groupへ移籍。

### 2017
トレック・セガフレードへ移籍。

### 2019
世界選手権でマッテオ・トレンティン、シュテファン・キュングをスプリントで破って優勝。デンマーク人として初のロードレース世界王者となった。

## 主な戦績
2012
- ツアー・オブ・イストリア（フランス語版）  総合優勝（第3ステージ優勝）
- トロフェオ・カールスバーグ（英語版）  総合優勝（第3ステージ・個人タイムトライアル優勝）
- Sint-Martinusprijs Kontich  総合優勝、 ポイント賞、 ヤングライダー賞（プロローグ、第4ステージ優勝）

2013
- パリ～ルーベ・ジュニア（英語版） 優勝
- Course de la Paix juniors  総合優勝、 ポイント賞（第2aステージ・個人タイムトライアル、第4ステージ優勝）
- トロフェオ・カールスバーグ（英語版）  総合優勝（第3aステージ・個人タイムトライアル、第3bステージ、第4ステージ優勝）
- Sint-Martinusprijs Kontich  区間優勝（第4ステージ）
- Aubel-Thimister-La Gleize  山岳賞（第3ステージ優勝）
- Grand Prix Rüebliland 区間優勝（第4ステージ）
- ジロ・デッラ・ルニジャーナ（英語版） 区間優勝（第4ステージ）

2014
- エシュボルン＝フランクフルト・U23（英語版） 優勝

2015
- ZLM・ルームポット・ツアー（英語版） 区間優勝（第2ステージ・チームタイムトライアル、第3ステージ）
- ツール・ド・ラブニール 区間優勝（第2ステージ）

2016
- ヘント〜ウェヴェルヘム・U23（英語版） 優勝
- デ・パンネ3日間  ヤングライダー賞
- ツアー・オブ・ノルウェー  山岳賞（第3ステージ優勝）
- フェン・ルント（英語版） 優勝

2017
- デンマーク選手権　個人ロードレース 優勝
- ツール・デュ・ポワトゥー＝シャラント  総合優勝（第4ステージ・個人タイムトライアル優勝）
- デンマーク一周  総合優勝、 ポイント賞、 ヤングライダー賞（第3ステージ優勝）

2018
- ヘラルド・サン・ツアー 区間優勝（第2ステージ）
- ロンド・ファン・フラーンデレン 2位
- フェン・ルント（英語版） 優勝
- デンマーク一周 区間優勝（第4ステージ・個人タイムトライアル）
- ユーロメトロポール・ツール 優勝

2019
- グランプリ・ディスベルグ 優勝
- 世界選手権　 個人ロードレース 優勝

2020
- ツール・ド・ポローニュ 区間優勝（第2ステージ）
- ビンクバンク・ツアー  ポイント賞 (第3ステージ優勝)
- ヘント〜ウェヴェルヘム 優勝

2021
- クールネ〜ブリュッセル〜クールネ 優勝
- ツアー・オブ・デンマーク  ポイント賞 (第2ステージ優勝)

2022
- エトワール・ド・ベセージュ  ポイント賞（第1ステージ優勝）
- パリ〜ニース 区間優勝（第3ステージ）
- シルキュイ・シクリスト・サルト＝ペイ・ド・ラ・ロワール  ポイント賞 (第1,3ステージ優勝)
- バロワーズ・ベルギー・ツアー  ポイント賞 (第1ステージ優勝)
- ツール・ド・フランス 区間優勝（第13ステージ）
- ブエルタ・ア・エスパーニャ  ポイント賞 (第13,16,19ステージ優勝)

2023
- エトワール・ド・ベセージュ 区間優勝（第5ステージ・個人タイムトライアル）
- パリ〜ニース 区間優勝（第2ステージ）
- ロンド・ファン・フラーンデレン 3位
- ジロ・デ・イタリア 区間優勝（第6ステージ）
- ツール・ド・フランス 区間優勝（第8ステージ）
- デンマーク・ルント  総合優勝、 ポイント賞（第5ステージ・個人タイムトライアル優勝）
- サイクラシックス・ハンブルク 優勝

2024
- エトワール・ド・ベセージュ  総合優勝、 ポイント賞（第3ステージ優勝）
- ツール・ド・ラ・プロヴァンス  総合優勝、 ポイント賞（プロローグ、第1、2ステージ優勝）
- ヘント〜ウェヴェルヘム 優勝
- クリテリウム・デュ・ドーフィネ 区間優勝（第1ステージ）
- ドイツ・ツアー  総合優勝（第2、4ステージ優勝）
- ツール・ド・ルクセンブルク 区間優勝（第2ステージ）

2025
- パリ〜ニース  ポイント賞（第6ステージ優勝）
- ヘント〜ウェヴェルヘム 優勝
- ジロ・デ・イタリア  ポイント賞（第1、3、5、13ステージ優勝）
- デンマーク選手権　個人タイムトライアル 優勝
- デンマーク・ルント  総合優勝、 ポイント賞（第1、4、5ステージ優勝）